# Snowboard nos Jogos Olímpicos de Inverno de 2018 - Halfpipe feminino
O halfpipe feminino do snowboard nos Jogos Olímpicos de Inverno de 2018 ocorreu nos dias 12 e 13 de fevereiro no Parque de Neve Phoenix, em Pyeongchang.

## Medalhistas
| Ouro   | USA Chloe Kim    |
| Prata  | CHN Liu Jiayu    |
| Bronze | CHN Arielle Gold |

## Resultados
As 12 melhores atletas avançam para a final.

### Qualificação
| Pos. | Ordem | Atleta                | Descida 1 | Descida 2 | Melhor | Notas |
| ---- | ----- | --------------------- | --------- | --------- | ------ | ----- |
| 1    | 3     | USA Chloe Kim         | 91.50     | 95.50     | 95.50  | Q     |
| 2    | 10    | CHN Liu Jiayu         | 87.75     | 41.00     | 87.75  | Q     |
| 3    | 11    | JPN Haruna Matsumoto  | 80.75     | 84.25     | 84.25  | Q     |
| 4    | 1     | USA Maddie Mastro     | 83.75     | 76.00     | 83.75  | Q     |
| 5    | 2     | ESP Queralt Castellet | 71.50     | 45.50     | 71.50  | Q     |
| 6    | 15    | CHN Cai Xuetong       | 65.75     | 69.00     | 69.00  | Q     |
| 7    | 16    | JPN Sena Tomita       | 59.50     | 66.75     | 66.75  | Q     |
| 8    | 5     | AUS Emily Arthur      | 30.25     | 66.50     | 66.50  | Q     |
| 9    | 4     | FRA Sophie Rodriguez  | 65.00     | 13.50     | 65.00  | Q     |
| 10   | 9     | FRA Mirabelle Thovex  | 62.25     | 64.25     | 64.25  | Q     |
| 11   | 8     | USA Kelly Clark       | 41.00     | 63.25     | 63.25  | Q     |
| 12   | 14    | USA Arielle Gold      | 17.50     | 62.75     | 62.75  | Q     |
| 13   | 13    | AUS Holly Crawford    | 57.50     | 20.00     | 57.50  |       |
| 14   | 17    | SUI Verena Rohrer     | 16.50     | 55.00     | 55.00  |       |
| 15   | 6     | JPN Kurumi Imai       | 54.75     | 50.00     | 54.75  |       |
| 16   | 19    | CHN Qiu Leng          | 50.75     | 53.75     | 53.75  |       |
| 17   | 12    | JPN Hikaru Ōe         | 10.00     | 51.00     | 51.00  |       |
| 18   | 18    | CAN Mercedes Nicoll   | 50.00     | 48.00     | 50.00  |       |
| 19   | 20    | CAN Elizabeth Hosking | 25.25     | 36.75     | 36.75  |       |
| 20   | 22    | KOR Kwon Su-noo       | 19.25     | 35.00     | 35.00  |       |
| 21   | 21    | SLO Kaja Verdnik      | 24.75     | 34.00     | 34.00  |       |
| 22   | 7     | CHN Li Shuang         | 24.50     | 9.25      | 24.50  |       |
| 23   | 24    | CAN Calynn Irwin      | 23.25     | 16.25     | 23.25  |       |
| 24   | 23    | FRA Clémence Grimal   | 14.25     | 13.00     | 14.25  |       |

### Final
A final foi disputada em 13 de fevereiro às 11:00.
| Pos. | Ordem | Atleta                | Descida 1 | Descida 2 | Descida 3 | Melhor | Notas |
| ---- | ----- | --------------------- | --------- | --------- | --------- | ------ | ----- |
| 01 ! | 12    | USA Chloe Kim         | 93.75     | 41.50     | 98.25     | 98.25  |       |
| 02 ! | 11    | CHN Liu Jiayu         | 85.50     | 89.75     | 49.00     | 89.75  |       |
| 03 ! | 1     | USA Arielle Gold      | 10.50     | 74.75     | 85.75     | 85.75  |       |
| 4    | 2     | USA Kelly Clark       | 76.25     | 81.75     | 83.50     | 83.50  |       |
| 5    | 7     | CHN Cai Xuetong       | 20.50     | 41.25     | 76.50     | 76.50  |       |
| 6    | 10    | JPN Haruna Matsumoto  | 70.00     | 46.25     | 65.75     | 70.00  |       |
| 7    | 8     | ESP Queralt Castellet | 59.75     | 67.75     | 43.75     | 67.75  |       |
| 8    | 6     | JPN Sena Tomita       | 65.25     | 34.50     | 60.50     | 65.25  |       |
| 9    | 3     | FRA Mirabelle Thovex  | 59.50     | 30.25     | 63.00     | 63.00  |       |
| 10   | 4     | FRA Sophie Rodriguez  | 50.50     | 14.75     | 13.75     | 50.50  |       |
| 11   | 5     | AUS Emily Arthur      | 48.25     | 9.25      | 25.00     | 48.25  |       |
| 12   | 9     | USA Maddie Mastro     | 14.00     | 7.50      | 6.50      | 14.00  |       |

Legenda
| Recorde mundial      | Recorde mundial (World record)               |                       | Recorde africano                      | Recorde africano (African) |                                           | Q | Classificado por posição (Qualified) |
| Recorde olímpico     | Recorde olímpico (Olympic record)            | Recorde da América    | Recorde da América (Americas)         | q                          | Classificado por melhor tempo (Qualified) |   |                                      |
| Melhor marca do ano  | Melhor marca do ano (World leading)          | Recorde asiático      | Recorde asiático (Asian)              | DNS                        | Não largou (Did not start)                |   |                                      |
| Recorde nacional     | Recorde nacional (National record)           | Recorde europeu       | Recorde europeu (European)            | DNF                        | Não terminou (Did not finish)             |   |                                      |
| Recorde pessoal      | Recorde pessoal do atleta (Personal best)    | Recorde da Oceania    | Recorde da Oceania (Oceania)          | DSQ / DQ                   | Desclassificado (Disqualified)            |   |                                      |
| Recorde da temporada | Recorde da temporada do atleta (Season best) | Recorde sul-americano | Recorde sul-americano (South America) | NM                         | Sem marca (No mark)                       |   |                                      |